# Cá nhồng đuôi vàng
Cá nhồng đuôi vàng, tên khoa học Sphyraena obtusata, là một loài cá nhồng trong họ Sphyraenidae, được tìm thấy ở các vùng biển nhiệt đới trên khắp thế giới. Chiều dài của nó đến 55 cm.